# Puncak Mandala
Puncak Mandala – najwyższy szczyt pasma Jayawijaya, w prowincji Papua Górska, w Indonezji. Jego wysokość wynosi 4760 m n.p.m.